# Ninja Gaiden (jogo eletrônico de 1992)
Ninja Gaiden é um jogo hack & slash, ação, plataforma, rolagem lateral para Master System de 1992, feito pela SIMS e distribuído pela SEGA excluisvamente nas regões PAL (a qual todos países falantes de português fazem parte) sob licença da Tecmo.
O jogo tem como protagonista Ryu Hayabusa que estrelou outros jogos da série Ninja Gaiden, porém essa história não se conecta com outras.